# Guido Spadolini
Guido Spadolini (Firenze, 8 luglio 1889 – Firenze, 11 marzo 1944) è stato un pittore italiano.

## Biografia

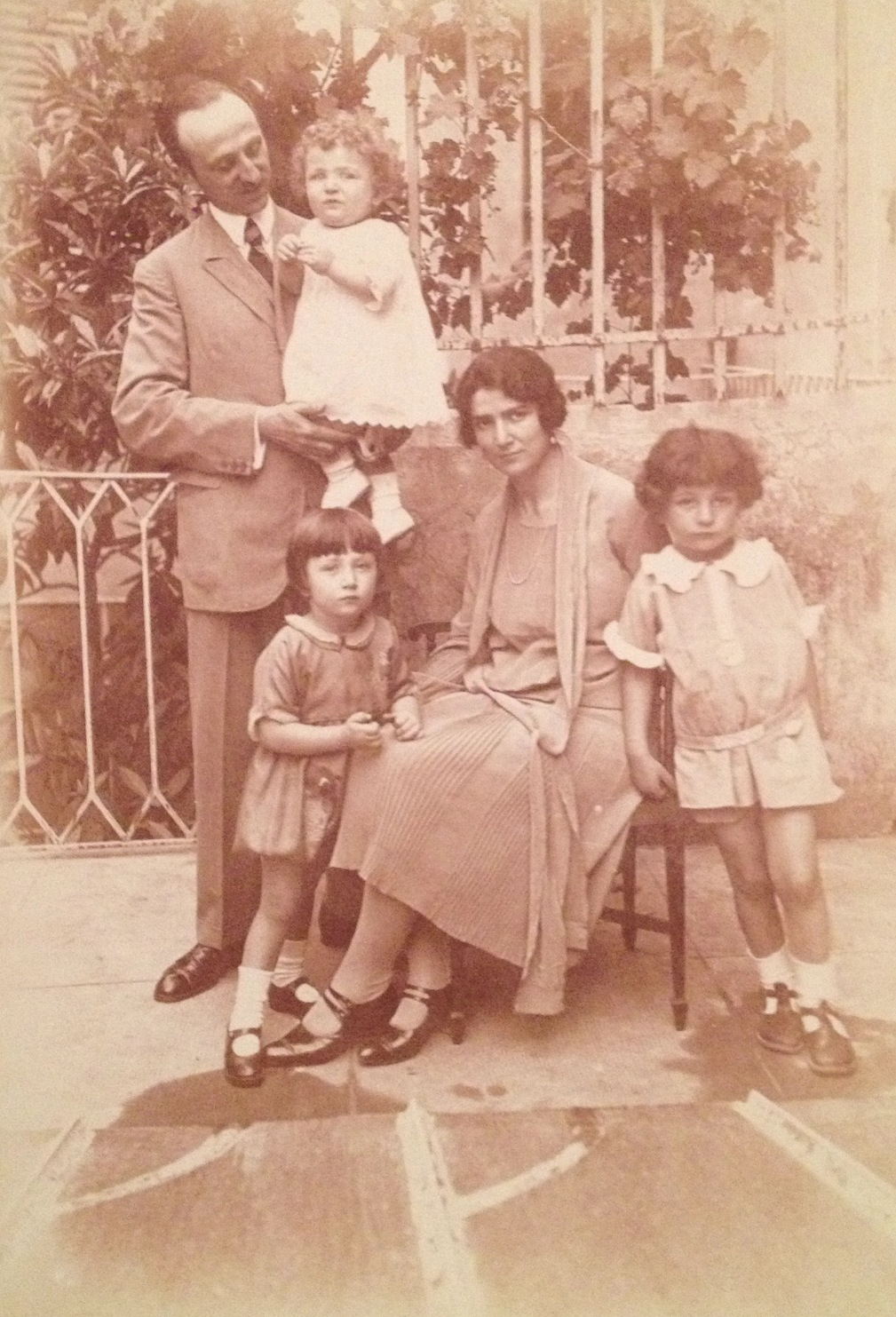
La famiglia Spadolini a metà degli anni '20. Riconoscibili Guido Spadolini con in braccio il figlio Giovanni. Al fianco della moglie Lionella vi sono i figli Pierluigi e Paolo Emilio.

Spadolini era padre del politico Giovanni, dell'architetto Pierluigi e del radiologo Paolo Emilio.
Fu allievo di Tito Lessi e divenne Professore corrispondente alla Reale Accademia delle arti del disegno di Firenze. Esordì nel 1912, affermandosi col Ritratto del padre. Si dedicò quindi alla pitture ad olio e a pastello trattando scene di composizione e di paesaggi. Ricorrenti sono le vedute della zona di Pian dei Giullari a Firenze e di Castiglioncello in provincia di Livorno. Due luoghi estremamente cari a Guido e alla famiglia Spadolini: a Pian dei Giullari vi era la casa della villeggiatura esitiva (Villa Spadolini a Montici); a Castiglioncello il fratello Igino Spadolini, noto fisiologo e docente universitario, acquistò una grande abitazione nella baia del Quercetano.
Cominciò ad incidere nel 1910 e da allora partecipò a tutte le esposizioni ufficiali italiane ed estere, fra cui le esposizioni della Società Belle Arti di Firenze dal 1911 al 1934, le mostre di Brera del 1914 e 1922, la mostra d'incisione a Milano (1915, la prima mostra d'incisione italiana moderna a Firenze (1932), la mostra d'incisione a Bordeaux (1932, due personali a Milano (Galleria Geri, 1934) e Bergamo (1935). Spadolini ottenne la Grande medaglia d'argento alla 84ª esposizione della Società di Belle Arti di Firenze alla mostra di Montecatini del 1931 per l'acquaforte Senza mèta. Le sue incisioni sono conservate sia presso il Gabinetto dei disegni e delle stampe degli Uffizi di Firenze sia al Museo nazionale di Tokyo.
La sua pittura risente insieme l'influenza macchiaiola e quella divisionista.

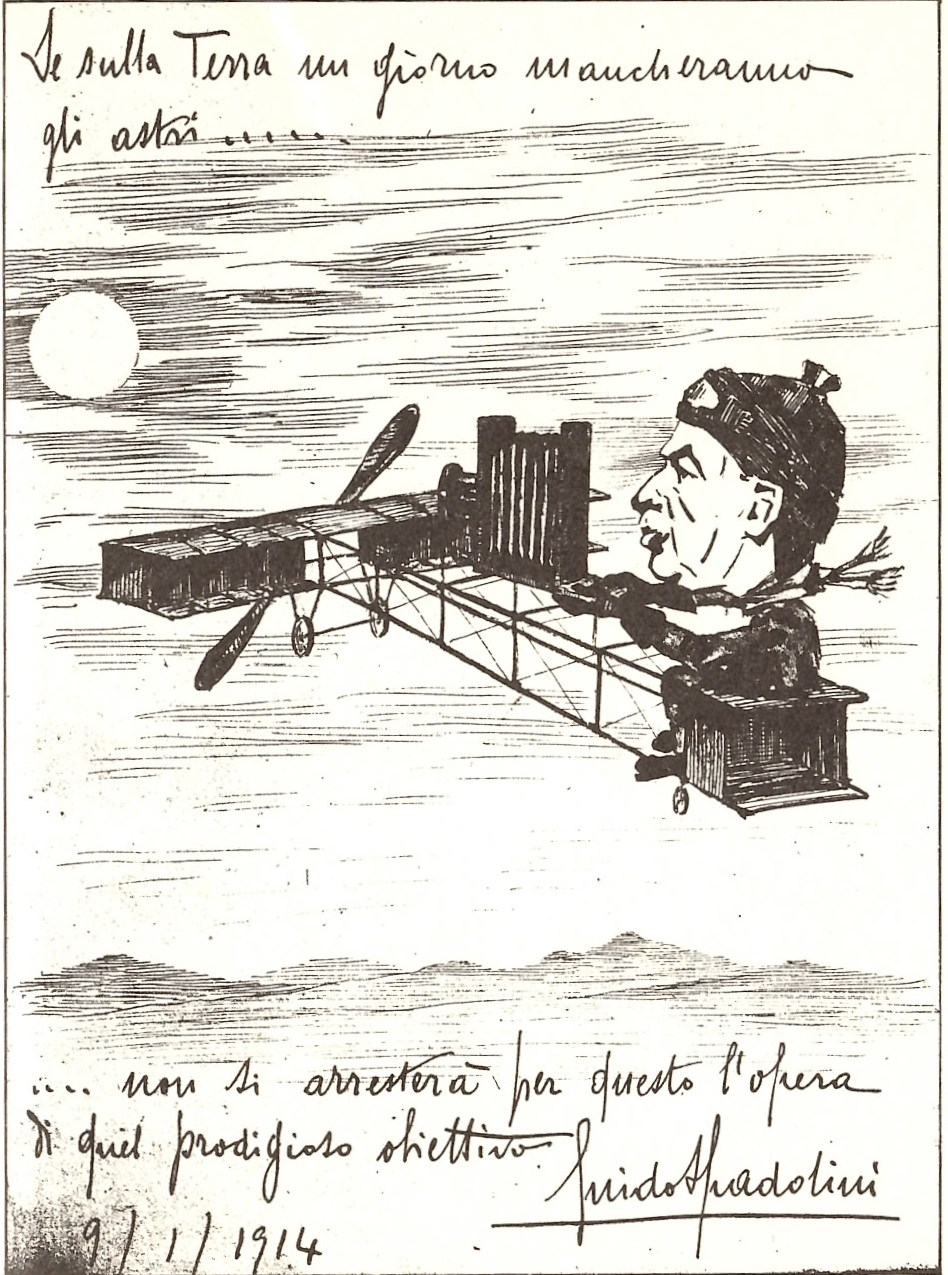
Guido Spadolini dedica all'amico Mario Nunes Vais uno dei suoi disegni.

Ufficiale nel Corpo Militare della croce rossa con il grado di capitano contabile, l'11 marzo 1944, a bordo del proprio mezzo uscì in missione per portare soccorso alle vittime di un bombardamento anglo-americano, ma la sua vettura fu centrata da una bomba degli americani che uccise tutti gli occupanti. Nel febbraio 1947 fu decorato alla memoria con la Medaglia d'oro al merito civile dal governo presieduto da Alcide De Gasperi. Per lo stesso motivo, fu decorato con la Medaglia d'oro al Merito della Croce Rossa Italiana, alla memoria.  Nei pressi del luogo della sua scomparsa il Comune di Firenze gli ha dedicato una via.
Sulla sua attività artistica sono state organizzate, soprattutto negli ultimi venti anni, numerose mostre. Si ricorda Il mondo di Guido Spadolini, dipinti, acqueforti, fotografie dal 1909 al 1942, organizzata a Castiglioncello nell'estate del 2000 e che ha dato il via a una serie decennale di iniziative espositive sull'esperienza macchiaiola e post-macchiaiola. Si sono tenute recentemente le mostre Guido Spadolini, la ricerca del segno all'Accademia delle arti del disegno di Firenze (2006), Guido Spadolini: retrospettiva di un artista della seconda metà del ‘900  al Centro espositivo “Antonio Berti” di Sesto Fiorentino (2011), La Firenze del primo Novecento nell'opera di Guido Spadolini all'Archivio Storico del Comune di Firenze (2015).

## Il sodalizio con Castiglioncello
(Giovanni Spadolini)
Guido Spadolini, soprattutto dal 1930 fino all'inizio degli anni '40, trasse a Castiglioncello motivo di stimolo per la sua pitture. I suoi quadri raffigurano anche scorci di Antignano, Bolgheri, Castagneto, Cecina, Rosignano e Vada. Le opere eseguite in questo contesto vennero esposte a Milano, nel dicembre del 1934, in una mostra personale alla Galleria Geri dal titolo Verso la Maremma. La mostra rappresentò una specie di momento di bilancio per l'autore, sia come pittore sia come acquafortista.

## Onorificenze
Medaglia d’Oro al Merito della Croce Rossa Italiana